# تنام (جنس)
تنام (الاسم العلمي: Tinamus) هو جنس من الطيور يتبع الفصيلة التنامية من رتبة التناميات.
طائر التنام يتضمن في عائلة واحدة من طيور أرض أمريكا الشمالية.

## أنواع
- تنام أبيض الرقبة (الاسم العلمي:Tinamus guttatus)
- تنام أسود (الاسم العلمي:Tinamus osgoodi)
- تنام رمادي (الاسم العلمي:Tinamus tao)
- تنام كبير (الاسم العلمي:Tinamus major)
- تنام منعزل (الاسم العلمي:Tinamus solitarius)

## الصفات المميزة
20-56 سم، عظم القص مقلوب. الأجنحة والذيل قصار، الاصابع 3.أو 4. يتميز بعظم قص مسطح يشبه الطبق، الجنسان متشابهان غالبا ما تكون الانثى أكبر بشكل طفيف. الريش مائل للبني، أو مقلم أو مرقش.
يجري بسرعة، يطير بقوة لمسافات قصيرة، يأكل الحبوب، والفواكه والتوت وبعض الحشرات. البيوض عددها 1-10 ملونة بشكل متألق ومصقولة جدا يحضن الطائر البيوض في عش أرضي، وينشئ صغارا مبكرة النشاط بشكل كبير.